# Niche (ecologie)
In de ecologie is niche de plaats die een soort of een populatie in een ecosysteem inneemt.
Voor de term niche wordt ook wel de term standplaats gebruikt met een grotendeels overeenkomstige betekenis. De ecologische niche is altijd een vaag begrip geweest. De beste definitie die er gevonden kan worden, is die van Hutchinson uit 1957: De ecologische niche is een n-dimensionaal hypervolume waarbinnen de soort een stabiele en leefbare populatie kan onderhouden. Om dit te begrijpen moeten de tolerantiegrenzen bekend zijn. Dit zijn de beperkende factoren, die het organisme limiteren. Zo sterft een hond als de omgevingstemperatuur hoger is dan 55 °C. Eén tolerantiegrens voor temperatuur is bij de hond dus 55 °C.
Het aantal factoren en de bijbehorende tolerantiegrenzen kan oneindig uitgebreid worden. Zo kan in een grafiek de temperatuur uitgezet worden met daarin een gebied waarin de populatie levensvatbaar is (zoals van 10° tot 55°). Hieraan kan bijvoorbeeld luchtvochtigheid toegevoegd worden, waarmee een tweedimensionaal gebied aangeeft waarbinnen de populatie levensvatbaar is. Dit kan vele malen herhaald worden.
De beschrijving van de niche kan vooral verklaren waarom populaties samen voorkomen. Volgens het principe van wederzijdse uitsluiting (concurrentie) kunnen geen twee soorten dezelfde niche bezetten in dezelfde biotoop. Ze zouden dan elkaars directe concurrenten zijn en een van beide zal (over evolutionaire tijdperken gezien) de strijd om het bestaan winnen. Het bezitten van dezelfde niche is echter wel mogelijk als er geen concurrentie om bronnen (exploitatieconcurrentie) bestaat tussen de verschillende populaties. Dit kan bijvoorbeeld ontstaan als meerdere populaties in een bepaalde niche door predatoren klein worden gehouden. Hierdoor blijven allebei de populaties voortbestaan, omdat de klein gehouden populaties niet hoeven te concurreren om voedsel.
Er zijn twee soorten ecologische niches: de fundamentele en gerealiseerde niche. De fundamentele niche is een theoretische niche waar alle mogelijke tolerantiegrenzen in worden opgenomen. De gerealiseerde niche is de niche die in de realiteit voorkomt. Zo kan het zijn dat de gerealiseerde niche van een generalist veel kleiner is dan zijn theoretische door interspecifieke concurrentie met een specialist.
Standplaatseisen of milieucondities van soorten en levensgemeenschappen worden gekarakteriseerd door abiotische en biotische factoren. Dit zijn de eigenschappen van een standplaats die bepalend zijn voor het functioneren van organismen en daarmee uiteindelijk bepalend voor de soortsamenstelling van de levensgemeenschap. Een niche is dus geen plaats (habitat) waar het organisme leeft, maar een reeks voorwaarden die de habitat van dieren bepalen. De belangrijkste standplaatsfactoren zijn (toegespitst op vegetatie):
- klimaat en microklimaat
- vochtleverantie
- grondwaterstand en fluctuaties (conditionerende standplaatsfactor voor de vochtleverantie)
- bodemtextuur (conditionerende standplaatsfactor voor de vochtleverantie)
- zuur/basenhuishouding van de bodem
- chloridegehalte van het (grond)water
- voedselrijkdom: beschikbaarheid van nutriënten
- aëratie van de bodem: zuurstofbeschikbaarheid